# Ínsua
Ínsua é uma freguesia portuguesa do município de Penalva do Castelo, cuja sede é esta vila, com 9,68 km² de área e 2046 habitantes (censo de 2021), tendo, por isso, uma densidade populacional de 211,4 hab./km².
Pelo decreto nº 41.222, de 7/08/1957, a sede deste município, que se denominava Castendo, passou a ter a atual denominação de Penalva do Castelo. 
Na antiga freguesia de S. Genésio de Ínsua, Penalva do Castelo corresponde na atualidade a cerca de 60% da população desta freguesia.

## Demografia
A população registada nos censos foi:
| Distribuição da população por grupos etários | Distribuição da população por grupos etários | Distribuição da população por grupos etários | Distribuição da população por grupos etários | Distribuição da população por grupos etários |
| -------------------------------------------- | -------------------------------------------- | -------------------------------------------- | -------------------------------------------- | -------------------------------------------- |
| Ano                                          | 0-14 Anos                                    | 15-24 Anos                                   | 25-64 Anos                                   | > 65 Anos                                    |
| 2001                                         | 316                                          | 300                                          | 999                                          | 430                                          |
| 2011                                         | 279                                          | 206                                          | 1036                                         | 524                                          |
| 2021                                         | 248                                          | 198                                          | 978                                          | 622                                          |

## Património
- Igreja Paroquial da Ínsua
- Capela de Santa Ana
- Capela de Nossa Senhora da Esperança
- Mata da Senhora de Lourdes
- Casa da Ínsua ou Solar dos Albuquerques
- Pelourinho de Penalva do Castelo ou Pelourinho de Castendo